# Кианна Диор
Кианна Диор (фр. Kianna Dior, настоящее имя Виктория Энн Ву (фр. Victoria Ann Woo); род. 17 ноября 1969, Ванкувер, Канада) — канадская порноактриса.

## Биография
Родилась 17 ноября 1969 года в Ванкувере, Канада. Имеет китайские и шотландские корни.
Около четырёх лет работала стриптизёршей в разных городах Канады.
В настоящее время живёт в Лос-Анджелесе, США.

### Карьера в порнофильмах
Дебютировала в порно в 1999 году в возрасте 30 лет.
В 2003 году номинирована на премию AVN Awards («Лучшая сцена анального секса: Видео»). В 2019 году номинирована на премию XRCO Awards («Star Showcase»).
В 2020 году включена в Зал славы AVN.
Любимые позы в сексе — миссионерская и на коленях.
Сотрудничает с такими студиями, как Brazzers, Elegant Angel, Evil Angel и другими.
По состоянию на апрель 2020 года снялась в 298 порнофильмах.

## Личная жизнь
Является бисексуалкой.
Любит йорков, фитнес и походы.

## Награды и номинации
| Год  | Премия      | Номинация                           | Фильм                     | Результат |
| ---- | ----------- | ----------------------------------- | ------------------------- | --------- |
| 2003 | AVN Awards  | Лучшая сцена анального секса: Видео | Hot Bods And Tail Pipe 21 | Номинация |
| 2019 | XRCO Awards | Star Showcase                       | Noir                      | Номинация |